# William Halpenny
William Halpenny (* 23. Mai 1882 auf der Prince Edward Island; † 10. Februar 1960 in Charlottetown) war ein kanadischer Stabhochspringer.
1908 wurde er US-Meister, 1909 und 1910 US-Hallenmeister und von 1911 bis 1913 dreimal in Folge kanadischer Meister.
Bei den Olympischen Spielen 1912 in Stockholm übersprang er 3,80 m, verletzte sich jedoch beim Fall so schwer, dass er den Wettkampf abbrechen musste. Das Olympische Komitee kam nachträglich zum Schluss, dass die Fallgrube für so hohe Sprünge nicht ausreichend gesichert war, und verlieh Halpenny ebenso wie den anderen beiden Athleten, die mit ihm den vierten Platz teilten (Frank Murphy und Bertil Uggla), abweichend von den üblichen Gepflogenheiten die Bronzemedaille.